# Захаєк (Томашівський повіт)
Захаєк (пол. Zachajek; укр. Загаєк) — частина села Рокітно у Польщі, в Люблінському воєводстві Томашовського повіту, ґміни Ульгувек.